# التغطية الأمريكية لجرائم الحرب اليابانية
التغطية الأمريكية لجرائم الحرب اليابانية بعد نهاية الحرب العالمية الثانية، عندما منحت الحكومة الأمريكية المحتملة حصانة سياسية للعسكريين الذين شاركوا في التجارب الإنسانية وغيرها من الجرائم ضد الإنسانية، في الغالب كانت تلك الجرائم في البر الصيني الرئيسي. في سبتمبر 1945، تم العفو عن مجرمي الحرب اليابانيين، من بينهم ضابط القيادة في الوحدة 731، الجنرال شيرو إيشي والجنرال ماساجي كيتانو، تحت إشراف الجنرال في الجيش دوجلاس ماك آرثر.
تم العفو عن العديد من كبار المسؤولين والأطباء الذين ابتكروا واجروا التجارب علي التوالي ولم يقدموا إلي العدالة، بينما تم تنظيم سلسلة من محاكمات الحرب. في الوحدة 731 وحدها توفي ما يقارب 12,000 شخص، معظمهم صينيين، وتوفي الكثير في منشآت اخري، مثل الوحدة 100 وفي التجارب الميدانية في جميع أنحاء منشوريا.

## خلفية تاريخية
قبل أوائل الثلاثينيات، كانت المشاعر السلبية موجودة تاريخياً بين اليابان والصين، لكن تلك المشاعر نادراً ما تتحقق في الصراع المسلح. في عام 1931، في عهد الإمبراطور هيروهيتو تصاعدت العسكرية اليابانية في حادثة موكدين، عندما زرع أفراد من الجيش الإمبراطوري الياباني قنبلة على مسار سكة حديد مملوكة لليابانيين في منشوريا.
لقد استخدموا هذا «الهجوم» كمبرر لغزو كامل للمنشوريا وإنشاء دولة مانشوكو. تشمل الأحداث السابقة مباشرة لغزو منشوريا حادثة موكدين المذكورة أعلاه وحادثة وانباوشان السابقة في يوليو 1931، والتي شكلت نزاعًا بين المزارعين الصينيين والكوريين في منشوريا. كانت الزيادة في الغزو ضئيلة للغاية ولم تتضمن أي وفيات على جانبي النزاع. لم تكن الولايات المتحدة على علم بالأحداث التي وقعت خارج مسرح المحيط الهادئ الرئيسي، والذي أعطى الجيش الياباني برئاسة جيش كوانتونغ، الحرية السياسية والعسكرية للاستفادة من الصين الأقل تكنولوجياً واستراتيجياً.
صورت الدعاية الأمريكية المقاتلين اليابانيين على أنهم حيوانات دون الإنسان، لا يختلفون عن القوارض أو الثعابين. كان تصور الجندي الياباني في الولايات المتحدة أثناء الحرب هو وجود كائن متواضع، فاسد ومثير للاشمئزاز، والذي تصورت في قطع الدعاية المتنوعة. غالبًا ما كانت تُصوَّر على أنها حيوانات مرتبطة تقليديًا بالفساد وبهذا الشكل تغرس بالاشمئزاز. في حين أن الصين الذين كانوا حلفاء مع الولايات المتحدة، بالإضافة إلى القتال مع اليابان أيضًا خلال الحرب العالمية الثانية، تم تصويرهم بشكل إيجابي على أنه قوم نبيل من قبل قطع الدعاية الأمريكية.

## التغطية
أرسلت الحكومة الأمريكية الجنرال ماك آرثر للإشراف على إعادة بناء اليابان بعد الحرب والانتقال إلى الديمقراطية من نظام حكم إقطاعي سابق. كان ماك آرثر مسؤولًا أيضًا عن جمع البيانات حول الحرب البيولوجية، والتي تم الحصول عليها من خلال التجارب البشرية. قدمت حكومة الولايات المتحدة حصانة سياسية كاملة للمسؤولين رفيعي المستوى الذين لعبوا دورًا فعالًا في إدامة الجرائم ضد الإنسانية. ومن بين هؤلاء شيرو إيشي، قائد الوحدة 731.
أعطى هيروهيتو، بصفته إمبراطورًا، موافقته فيما يتعلق بسياسات وأنشطة الوحدة 731، الوحدة 100 وغيرها من مرافق التجارب البشرية. لقد دعم أجندة المقاتلين، لكن لا يوجد دليل على أنه كان على علم تام بمعظم الفظائع التي وقعت داخل المنشآت. كما كان الحال مع العديد من الآخرين، كما حصل على الحصانة. جمع ماك آرثر إعلان بوتسدام هيئة محلفين لمحاكمات طوكيو، حيث تمت محاكمة عدد من المسؤولين اليابانيين وإدانتهم بنجاح.

## وصلات خارجية
- التغطية الأمريكية لجرائم الحرب اليابانية- على موقع فوربس.
- كيف تعاملت الولايات المتحدة مع جرائم الحرب اليابانية.